# Centrum Bavaria Bohemia
Das Centrum Bavaria Bohemia (CeBB) in Schönsee ist ein Kulturzentrum in der Oberpfalz, tätig insbesondere auch in den Regionen Oberfranken, Oberpfalz und Niederbayern auf bayerischer Seite und die Regionen Pilsen, Karlsbad und Südböhmen auf tschechischer Seite. Das Kulturzentrum fungiert als zweisprachige Kontakt-, Vernetzungs- und Informationsstelle, koordinierende und kulturelle Drehscheibe zwischen den angrenzenden bayerischen und tschechischen Nachbarregionen. Das CeBB wurde von der Stadt Schönsee 2006 errichtet, Träger ist der 2004 gegründete gemeinnützige Verein Bavaria Bohemia e. V. Seit 2016 ist das Centrum Bavaria Bohemia im Auftrag des StMBW Koordinierungsstelle für die bayerisch-tschechische kulturelle Zusammenarbeit.

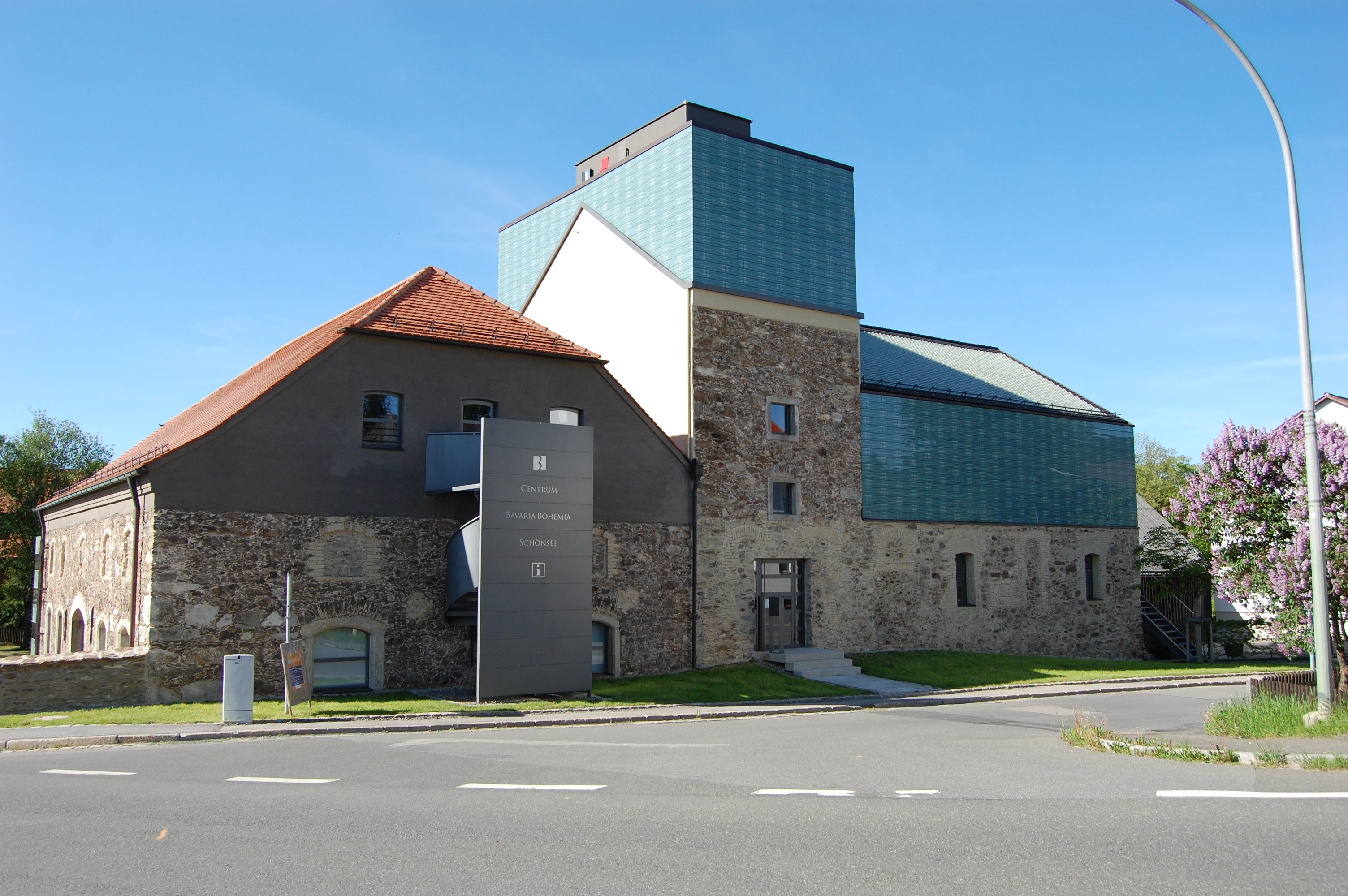
Centrum Bavaria Bohemia in Schönsee

## Ziele und Tätigkeit
Im Mittelpunkt des Engagements stehen Ausbau und Vertiefung der kulturellen und partnerschaftlichen Zusammenarbeit in den bayerischen und tschechischen Nachbarregionen – Oberfranken, Karlsbader Bezirk, Oberpfalz, Pilsner Bezirk, Niederbayern und Bezirk Südböhmen. Zum öffentlichen Programm gehören Vorträge, Lesungen, Konzerte, KulturTouren nach Tschechien und wechselnde Ausstellungen.
Seit 2007 wird jährlich der Preis Stavitel mostů (Brückenbauer) verliehen. Den Preis erhalten Persönlichkeiten und Partnerprojekte, Kulturvereinigungen oder Initiativen, die sich um die Völkerverständigung zwischen Deutschland und Tschechien verdient gemacht haben und sich vor allem ehrenamtlich grenzüberschreitend engagieren. 2009 wurde der erste Ehrenpreis verliehen, ab 2010 werden Ehrenpreise alle zwei Jahre verliehen.

## Trägerschaft
Nach dem Abschluss der von der Stadt Schönsee getragenen Baumaßnahme hat der im Jahr 2004 gegründete Verein Bavaria Bohemia e. V. mit Mitgliedern aus Bayern und Tschechien die Trägerschaft über das Projekt und die programmatische Umsetzung übernommen.

## Gebäude
Das Centrum Bavaria Bohemia befindet sich im ehemaligen Kommunbräuhaus der Stadt Schönsee. Das Gebäude ist als Baudenkmal in der Denkmalschutzliste eingetragen. Die Sanierung und Erweiterung zur Nutzung als grenzüberschreitendes Kulturzentrum erfolgte in den Jahren 2004 bis 2006. Die gelungene Gebäudesanierung wurde 2007 in Best Architects 08 präsentiert und mit dem Bayerischer Bauherrenpreis und dem Regionalpreis 2009 des BDA Niederbayern-Oberpfalz ausgezeichnet.